# Шмурнов, Александр Иванович
Алекса́ндр Ива́нович Шмурно́в (род. 8 декабря 1966, Москва) — российский спортивный журналист, комментатор.
С 2003 по 2015 год являлся комментатором «НТВ-Плюс». С 2015 до 2022 год работал на телеканале «Матч ТВ». Бывший главный редактор спортивного интернет-портала «Чемпионат». Создатель и автор YouTube-канала «Шмурнов Тайм». Создатель учебного центра «Спортивный журналист».

## Биография
Родился 8 декабря 1966 года в Москве. В 1983 году закончил французскую спецшколу № 18 (сейчас 1275), затем в 1990 году — Московский авиационный институт. Начал работу в спортивной журналистике с 1992 года. Образцом для Шмурнова в период его становления как спортивного журналиста является Лев Филатов. Любовь к теннису оформилась после прочтения книги Анны Дмитриевой «Играй в свою игру».
В 1992—1993 годах являлся редактором и ведущим спортивного эфира на радиостанции «Деловая волна». В 1993—2001 годах был автором, обозревателем и редактором международного отдела еженедельника «Футбол». В 1994 году был в числе первых журналистов спортивной редакции НТВ. Встав перед выбором, продолжил работу в «Футболе», куда до этого очень хотел попасть. В 1995 году был одним из ведущих программы «Гол» на канале «Останкино». В 2001—2009 годах — обозреватель, затем шеф отдела спорта издания «Газета». С 2008 года также регулярно выступал со своими статьями в русской версии журнала SportWeek. В 2009—2010 годах — издатель «Энциклопедии мирового футбола». С 2011 по 2014 год — главный редактор спортивного интернет-портала «Чемпионат.com».
В 2002—2003 годах занимался в студии Иосифа Райхельгауза при театре «Школа современной пьесы».
С 2003 по 2015 год являлся комментатором телекомпании «НТВ-Плюс». В основном комментировал футбольные матчи. В 2003—2004 годах вёл авторскую программу о фанатских организациях «Еврофанклуб» на НТВ-Плюс Футбол, затем — ток-шоу «2:1» (там же). Также много лет работал на канале «Теннис», освещал все турниры Большого шлема, матчи Кубка Дэвиса и Кубка Федерации. Работал комментатором велоспорта на Олимпийских играх в 2008 году. Провёл последние выпуски футбольного ток-шоу «90 минут Плюс» вместо Георгия Черданцева.
Параллельно в 2005 году недолгое время являлся ведущим утреннего информационно-развлекательного телеканала «Доброе утро» на «Первом канале» (в паре с Натальей Захаренковой).
Создатель учебного центра «Спортивный журналист», выпускники которого работают во многих ведущих спортивных СМИ, таких как «НТВ-Плюс», «Eurosport» и «Спорт-Экспресс».
Был ведущим программы «Красно-белая среда», посвящённой московскому «Спартаку». Болеет за «Спартак» с 1976 года, с вылета клуба в первую лигу чемпионата СССР. Любит читать и путешествовать по миру. С 1995 года Александр Шмурнов побывал на всех Кубках Америки — футбольных чемпионатах Южной Америки.
С ноября 2015 года работал комментатором футбола, а также ведущим документального цикла «Всё за Евро!» и обзора Лиги Европы УЕФА на телеканале «Матч ТВ». С марта 2016 по июль 2018 года года вёл обзорную программу «8-16» на телеканале «Наш футбол». На «Матч ТВ» в июне 2016 года комментировал матчи Чемпионата Европы во Франции.
Выступил против вторжения России на Украину в 2022 году. 28 февраля 2022 года покинул канал «Матч ТВ» и уехал из России. Осенью 2023 года основал канал на YouTube под названием «Шмурнов Тайм», в котором освещает события европейского и мирового футбола для русскоязычной аудитории.
Кроме родного русского языка, владеет французским и испанским языками.
28 марта 2025 года был внесён Министерством юстиции России в единый реестр «иностранных агентов».

## Личная жизнь
Женат, имеет троих детей.

## Предпочтения
Кроме футбольной сборной России, болеет за сборные Нидерландов и Уругвая.